# Kaseya
Kaseya Limited ist ein US-amerikanisches Unternehmen, das Software für die Verwaltung von Netzwerken und Systemen sowie Informationstechnologie-Infrastruktur entwickelt. Es hat seinen Hauptsitz in Miami, Florida und verfügt über Niederlassungen in den USA, Europa und im asiatisch-pazifischen Raum. Seit seiner Gründung im Jahr 2000 hat es 13 Unternehmen übernommen, die in den meisten Fällen als eigene Marken unter dem Slogan „a Kaseya company“ weitergeführt werden.

## VSA
Das Produkt VSA (Virtual System Administrator) des Unternehmens ist eine Fernwartungssoftware. Mit VSA lassen sich beliebige Rechner oder Rechnersysteme fernwarten, etwa für Überwachungen, Reparatur- oder Wartungsarbeiten. Unter anderem wird VSA häufig zum einfachen Einspielen von Softwareaktualisierungen verwendet.

## Ransomware-Vorfall im Juli 2021
Am 2. Juli 2021 wurden mehrere Managed Service Providers (MSPs) und deren Kunden Opfer eines Ransomware-Angriffs, der von der REvil-Gruppe verübt wurde. Die Quelle des Ausbruchs wurde innerhalb weniger Stunden als VSA identifiziert. Als Reaktion darauf schaltete das Unternehmen seinen VSA-Cloud-Service ab und gab einen Sicherheitshinweis für alle Kunden heraus, einschließlich solcher mit VSA-Installationen vor Ort.
Die Anzahl der von dem Angriff betroffenen Unternehmen ist bisher unklar. Zu den ersten Berichten über betroffene Unternehmen gehört der norwegische Finanzsoftware-Entwickler Visma, zu dessen Kunden auch die schwedische Supermarktkette Coop gehört, die nach dem Angriff vorübergehend landesweit über 800 Filialen wegen ausgefallener Kassensysteme schließen musste. Auch die staatlichen Eisenbahnen Schwedens und eine Apothekenkette meldeten Probleme.